# Asclepíades de Fliunte
Asclepíades de Fliunte (en griego antiguo: Ἀσκληπιάδης ὁ Φλιάσιος) fue un filósofo griego de la escuela de Elis activo a finales del siglo IV a. C.  y principios del siglo III a. C., natural de la ciudad de Fliunte, al noreste del Peloponeso, y famoso por su amistad con el filósofo Menedemo de Eretria.

## Biografía
Asclepíades era amigo de Menedemo y murió el primero en Eretria a una edad avanzada.
Según Diógenes Laercio, Menedemo de Eretria servía de guarnición en Mégara hacia el 31731/6 a. C. cuando conoció a Asclepíades de Fliunte. Este le convenció para que abandonara la Academia de Atenas y siguiera las enseñanzas de Estilpón de Mégara. Se embarcaron hacia Elis, donde trabaron amistad con Anquilo y Moscos, discípulos de Fedón de Elis. También permanecieron en Atenas, y Ateneo   relata la siguiente anécdota: el tribunal del Areópago supervisaba y condenaba a quienes vivían fastuosamente sin tener riqueza suficiente. Los magistrados hicieron comparecer ante ellos a Menedemo y Asclepíades y les preguntaron cómo podían pasarse el día escuchando a los filósofos sin tener dinero. Los dos amigos llamaron a declarar a un molinero, quien les explicó que pasaban todas las noches moliendo harina en su molino por dos dracmas. Admirados, los magistrados les concedieron doscientos dracmas como recompensa. Otra anécdota los muestra en un viaje a la corte de Nicocreón, rey de Salamina de Chipre (332/1-311/0 a. C.), puestos en peligro ante este príncipe por la franqueza de Menedemo. El filósofo cínico Crates de Tebas parece haberles sido particularmente hostil.
Menedemo y Asclepíades se convirtieron más tarde en líderes de la Escuela de Elis, que a partir de entonces se conoció como Escuela de Etretria cuando los dos amigos se trasladaron a Eretria, donde Menedemo ocupaba un cargo político. Ambos se casaron con la misma familia, Asclepíades con la hija y Menedemo con la madre. Más tarde, Asclepíades, habiendo perdido a su esposa, tomó la de su amigo, quien por su parte contrajo un rico matrimonio con una mujer de Oropo, de la que tuvo tres hijas, cuando era jefe del Estado. Como vivían juntos, Menedemo dejaba siempre la dirección de la casa a su primera esposa, puede que incluso fueran amantes (según Crates de Tebas).
Cicerón cuenta que Asclepíades se quedó ciego de viejo.
No se conocen escritos suyos, sin embargo, a veces se le ha identificado con el autor de los Comentarios sobre Platón mencionados en el Índice de los Filósofos Académicos de Herculano, col. VI.10-12 (p. 35 Mekler)